# Inselstraße 12 (Wuppertal)

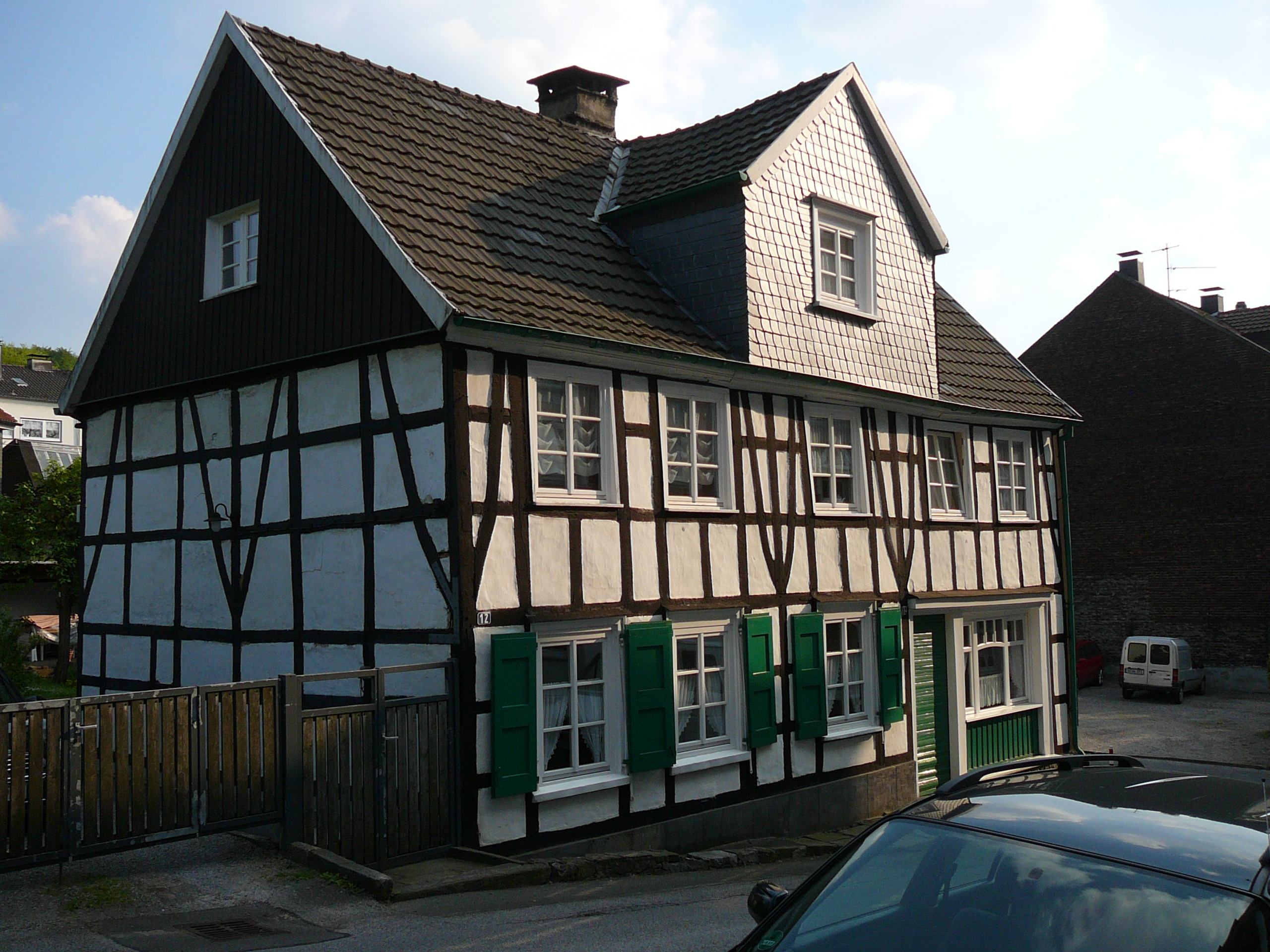
Ost- und Vorderseite

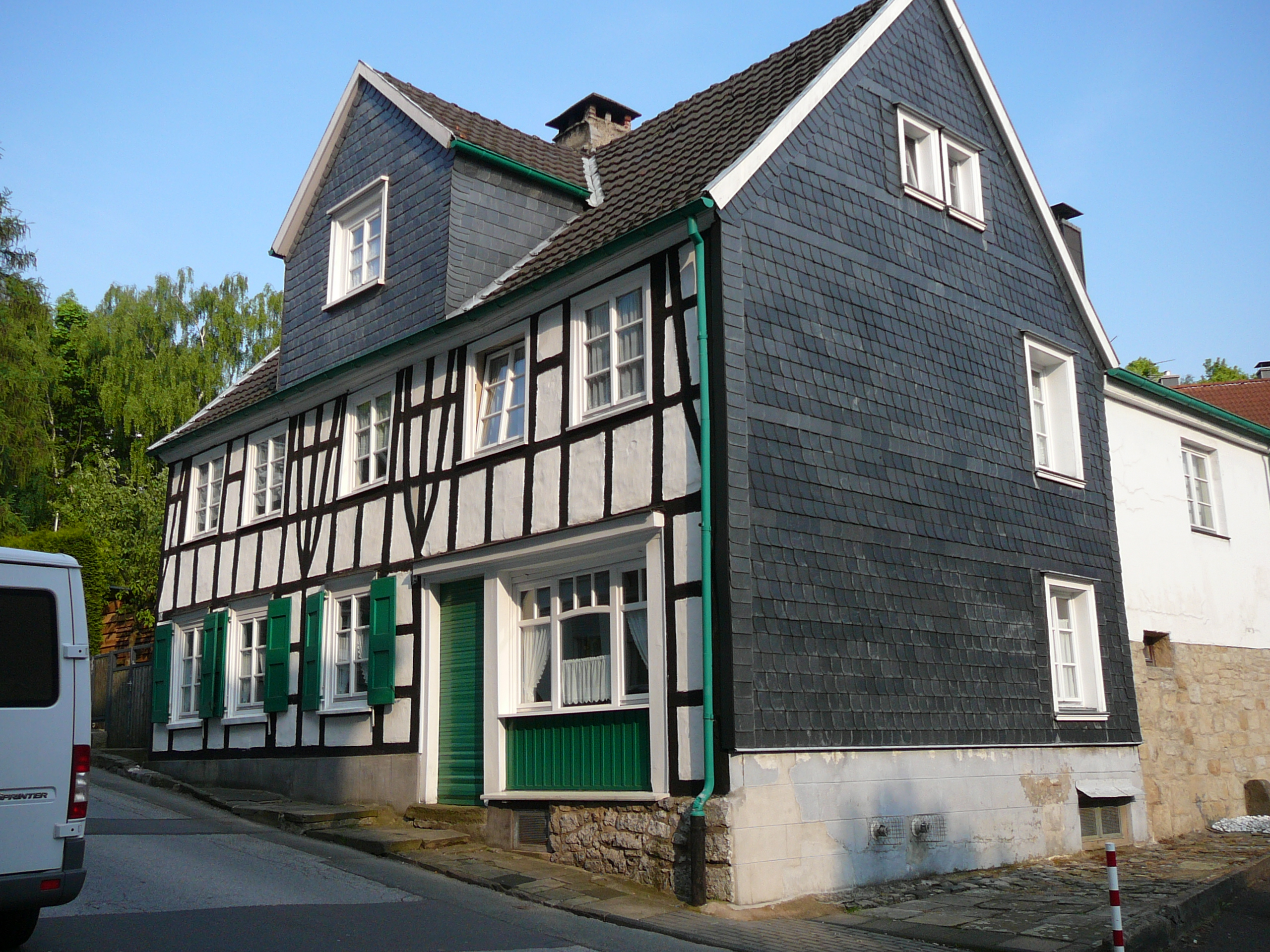
Vorder- und Westseite

Das Gebäude in der Inselstraße 12 im Wuppertaler Wohnquartier Langerfeld-Mitte ist ein denkmalgeschütztes Wohnhaus in bergischer Bauweise.
Das Haus wurde Ende des 18. Jahrhunderts errichtet und ist Teil des historischen Ortskerns der früheren Landgemeinde Langerfeld. Es handelt sich um ein zweigeschossiges, traufständiges Fachwerkhaus mit Satteldach und mittigem Dachhaus. Die Fassade wurde zum Teil mit einer Schieferdeckung versehen, teilweise ist das Gebäude unterkellert. 
Der Sockel des Gebäudes ist massiv und wegen der Hanglage abgestuft. Die Eckfache des ersten Stocks haben leicht gebogene Kopfstreben, unterhalb des Dachhauses befindet sich je ein paar langer Kopfstreben, die Ständer, Streben und Riegel des Fachwerks bilden ansonsten ein regelmäßiges Raster. Drei der für bergische Häuser typischen grünen Fensterläden des Erdgeschosses sind erhalten. 
Das Dachhaus ist komplett mit Schieferdeckung versehen, ebenso die Westseite des Gebäudes vom Sockel bis zum Giebel. Auf der Südseite ist eine Fensterachse vorhanden, der Giebel weist einen leicht vorragenden Kragen und ein kleines Fensterpaar auf. An der Ostseite ist die in sechs Fache unterteilte Fachwerkkonstruktion zu sehen, die Eck- und die beiden mittleren Fache haben eine leicht gebogene Kopfstrebe, die mittleren Streben bilden ein Paar um dem mittleren Ständer. Auf der Südseite wurden Anbauten vorgenommen, weshalb hier nur drei Fache und eine Fensterachse zu sehen sind.
Als charakteristisches Beispiel des bergischen Fachwerkbaus des späten 18. Jahrhunderts sowie als wichtiger Teil der noch erhaltenen historischen Bausubstanz Langerfelds wurde das Gebäude 1992 unter Schutz gestellt.